# دیانا اسورتسوف
دیانا اسورتسوف (انگلیسی: Diana Svertsov؛ زادهٔ ۱۵ نوامبر ۲۰۰۴) ژیمناست ریتمیک اهل اسرائیل است.